# Estación Bragado
Bragado es la estación ferroviaria de la ciudad homónima, Partido de Bragado, provincia de Buenos Aires, Argentina.
La estación corresponde al Ferrocarril Domingo Faustino Sarmiento de la red ferroviaria argentina y se ubica a 209 km de la estación Once.

## Servicios
Cuenta con tres servicios semanales a cargo de la empresa estatal Trenes Argentinos Operaciones entre Once y esta estación.

## Galería

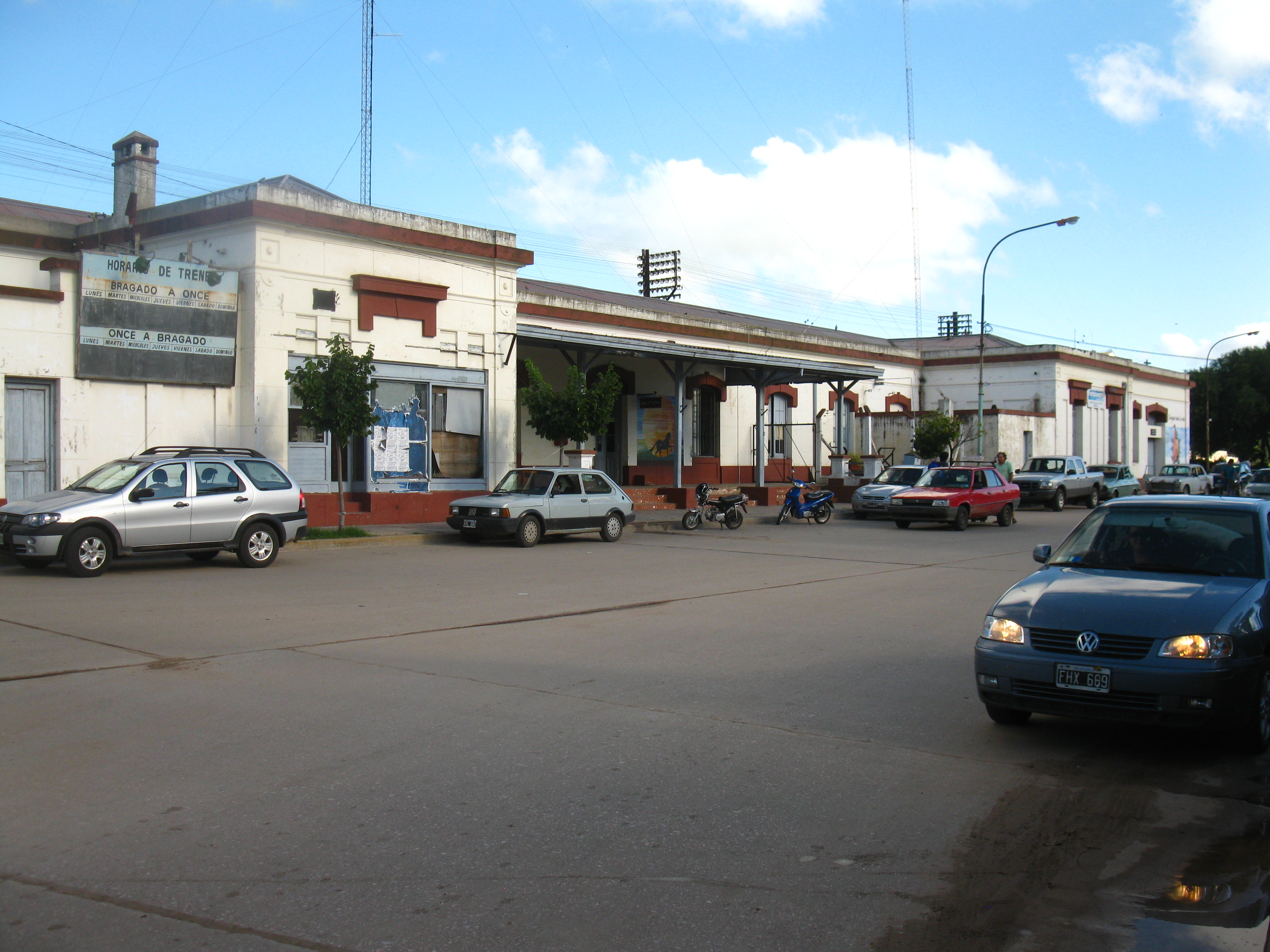
Estación Bragado